# Staphylinus

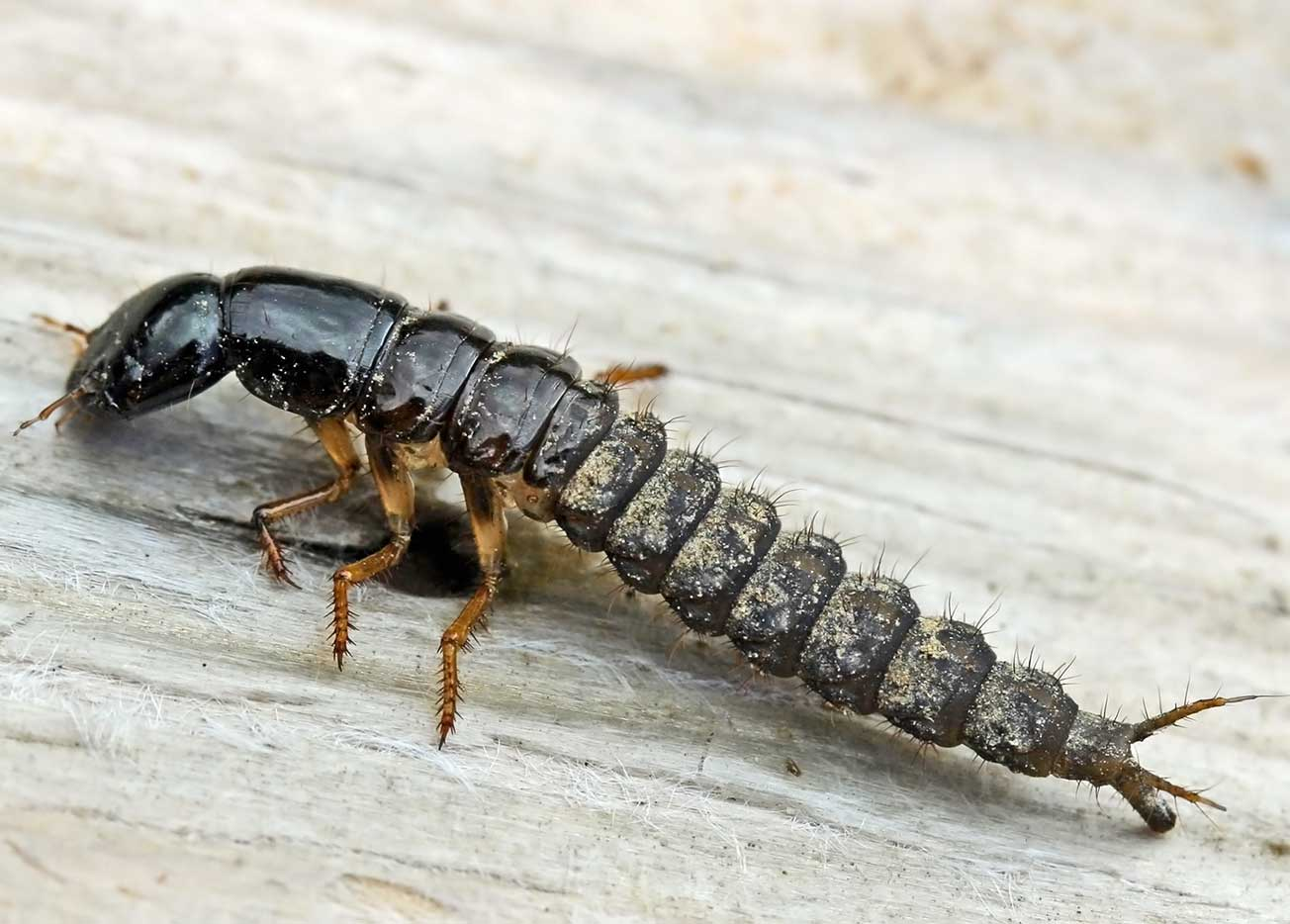
Staphylinus olens, larva

Staphylinus es un género de escarabajos de la familia Staphylinidae.

## Algunas especies europeas
- S. agarici
- S. alatus
- S. anceps
- S. angustatus
- S. arnicae
- S. biclavatus
- S. bicolor
- S. brevipes
- S. caesareus
- S. cantharellus
- S. carinthiacus
- S. cephalotes
- S. clavatus
- S. compressus
- S. corporaali
- S. crassipes
- S. cursor
- S. cyanipennis
- S. cylindricus
- S. daimio
- S. dichrous
- S. domicellus
- S. erythropterus
- S. erythropus
- S. flavicornis
- S. flavipennis
- S. flavus
- S. floreus
- S. fodinarum
- S. formicarius
- S. fuscus
- S. glaber
- S. glaucus
- S. griseipennis
- S. haemorrhoidalis
- S. hellebori
- S. ignavus
- S. latus
- S. limbatus
- S. lituratus
- S. lugubris
- S. macropterus
- S. marginalis
- S. marginatus
- S. marginellus
- S. medioximus
- S. melanocephalus
- S. melanophthalmus
- S. melanurus
- S. minor
- S. minutus
- S. obscurus
- S. oculatus
- S. picatus
- S. picipennis
- S. propinquus
- S. punctatus
- S. puncticollis
- S. pusillus
- S. pygmaeus
- S. quentzeli
- S. rhyssostomus
- S. rubellus
- S. rubricollis
- S. rubricornis
- S. rufescens
- S. ruficornis
- S. rufipes
- S. saxatilis
- S. springeri
- S. subterraneus
- S. turfosus
- S. velox